# Bauelement (Bauwesen)
Als Bauelement bezeichnet man im Bauwesen eine Bauteilgruppe. Bauelemente sind vorgefertigte Komponenten, die überwiegend zum Verschließen von Bauwerksöffnungen dienen. Hierzu gehören unter anderem Fenster einschließlich Schlagläden, Tore, Türen einschließlich Zargen, Klappen sowie Treppen (und ihre Anbauteile). Aufgrund ihrer heute vorwiegend industriellen Vorfertigung und Anlieferung zum Einbauort (Baustelle) ist auch der Begriff Fertigbauelement geläufig.
Treppen verschließen keine Wandöffnungen, sie füllen aber Öffnungen in Geschossdecken. Sie überbrücken Niveauunterschiede zwischen Etagen bzw. Geschossen und machen Gebäude begehbar.
Im Jahr 2012 wurden in Deutschland Bauelemente zu einem Endverkaufspreis (= brutto) von insgesamt 19,3 Mrd. Euro verkauft bzw. gekauft. Das waren 5,4 % mehr als im Jahr zuvor. Diese Zahl enthält auch „Sonstige Bauelemente“ (hierzu gehören u. a. Lichtgitter/Roste, Vordächer, Wintergärten, Geländer und Metalltreppen) und Rollläden/Jalousien.
Absatzfördernde Faktoren waren hohe Preise für Öl, Gas und Strom, niedrige Habenzinsen, günstige Förderkredite der KfW für energiesparende Bauelemente und eine insgesamt rege Bautätigkeit (Neubau und Altbaurenovierung).